# Хуан-Эскудеро
Хуан-Эскудеро (исп. Juan R. Escudero) — муниципалитет в Мексике, штат Герреро, с административным центром в городе Тьерра-Колорада. Численность населения, по данным переписи 2010 года, составила 24 364 человека.